# Движение (философия)
Движе́ние — понятие, охватывающее в самом общем виде всякое изменение и превращение; в механике — изменение положения во времени и в пространстве.

## Определение
В европейской традиции понятие движения семантически дифференцировано: оно может быть «движением вообще», стоя в ряду с такими понятиями, как «пространство», «время» или «энергия», механическим перемещением, у него может быть направленность, оно может отражать качественное изменение, развитие (прогресс, регресс) и т. д.
В диалектическом материализме движение — объективный способ существования материи, её абсолютный неотъемлемый атрибут, без которого она не может существовать и который не может существовать без неё; согласно данному мировоззрению движение абсолютно, а покой относителен, так как является движением в равновесии.
Для движения как для онтологической основы бытия, постулируется та же неуничтожимость и вечность, как и для самого бытия. Появившись вместе с бытием, оно не останавливается, и поэтому невозможно снова его сотворить.
Релятивизм абсолютизирует движение, в то время как элеаты его вовсе отрицают (см. стрела Зенона, дихотомия, Ахиллес и черепаха). На основании осознания движения не только как механического процесса построены законы диалектической логики.

## Виды и формы
Движение существует в разнообразных формах. Разнообразие форм движения как атрибута материи определяет многообразие форм организации материи.
Фридрих Энгельс на разных уровнях системной организации материи выделил несколько основных форм движения:
- физическая (механическое, тепловое движение, электромагнитные, гравитационные, атомные и ядерные процессы, движение элементарных частиц и т. п. — Подвижность электронов и ионов; Динамика (физика), Кинематика, Физическая кинетика);
- химическая (изменение свойств и структуры тел в химических реакциях вследствие превращения молекул — Молекулярно-кинетическая теория, Химическая кинетика, Химическая термодинамика)
- биологическая (охватывает все жизненные процессы — Движение (биология); в медико-фармацевтическом аспекте — Фармакокинетика, Фармакодинамика, Метаболизм)
- социально-общественная (включает в себя процессы общественной жизни, а также мышления — Общественное движение (социология))
- географическая (пространственное перемещение)

Энгельс также указывает на преемственную связь между всеми формами движения материи: высшие формы не сводимы к низшим, но обязательно их подразумевают.

Каждая из них имеет свои специфические особенности и посредством своего качественного своеобразия не может быть сведена к другой или какой-то одной «универсальной» форме. Однако все формы движения неразрывно связаны между собой, могут взаимно превращаться друг в друга (например, электромагнитная — в тепловую и механическую;
 а сама температура [теплового движения] представляет собой просто меру интенсивности молекулярного движения).